# Dongbao
Dongbao (en chino, 东宝; pinyin, Dōngbǎo) es un distrito urbano bajo la administración directa de la Prefectura Jingmen  en la Provincia de Hubei, República Popular China.  Su área es de 1679 km² y su población total para 2010 superó los 360 mil habitantes. 

## Administración
Desde junio de 2023, el  Distrito Dongbao se divide en 9 pueblos que se administran en 2 subdistritos, 6   poblados y 1 villa.

## Toponimia
Los sinogramas del topónimo son Dong (oriente) y Bao (tesoro) con el significado de "el tesoro del oriente". Su nombre lo toma del Pagoda Dongshan (东山 宝塔  Dōngshān bǎotǎ) establecida durante la dinastía Sui.